# Championnats du monde de slalom (canoë-kayak) 1971
Navigation
Championnats du monde de slalom 1969 Championnats du monde de slalom 1973
Les 12e Championnats du monde de slalom en canoë-kayak  se sont déroulés en 1971, à Merano, dans la province de Bolzano dans le Trentin-Haut-Adige, en Italie, pour la seconde fois, sous l'égide de la Fédération internationale de canoë.
Merano a déjà accueilli les championnats en 1953, égalant un record établi à la fois par Genève, en Suisse (1949, 1959) et par Spittal, en Autriche (1963, 1965).

## Podiums

### Femmes

#### Kayak
| Epreuve        | Or                                                                | Points | Argent                                                          | Points | Bronze                                                             | Points |
| K-1            | Angelika Bahmann (GDR)                                            |        | Ludmila Polesna (TCH)                                           |        | Veronika Stampe (GDR)                                              |        |
| K-1 par équipe | Allemagne de l'Est Angelika Bahmann Dagmar Kirste Veronika Stampe |        | Allemagne de l'Ouest Ulrike Deppe Ursula Heinrich Bärbel Körner |        | Tchécoslovaquie Bohumila Kapplova Irena Komancova Ludmilla Polesna |        |

### Hommes

#### Canoë
| Epreuve        | Or                                                                    | Points | Argent                                                                   | Points | Bronze                                                                  | Points |
| C-1            | Reinhold Kauder (FRG)                                                 |        | Wulf Reinicke (GDR)                                                      |        | Zybnel Pulec (TCH)                                                      |        |
| C-1 par équipe | Allemagne de l'Est Jürgen Köhler Jochen Förster Wulf Reinicke         |        | Allemagne de l'Ouest Harald Cuypers Harald Kauder Wolfgang Peters        |        | Tchécoslovaquie Karel Tresnak Zbynek Pulec Zbynek Sodomka               |        |
| C-2            | Allemagne de l'Est Klaus Trummer Jürgen Kretschmer                    |        | Allemagne de l'Est Rolf-Dieter Amend Walter Hofmann                      |        | Allemagne de l'Est Uwe Franz Ulrich Opelt                               |        |
| C-2 par équipe | Allemagne de l'Est Amend / Hofmann Trummer / Kretschmer Franz / Opelt |        | Allemagne de l'Ouest Hess / Wenzel Hitz / Nüssing Scheffer / Steinschlte |        | Tchécoslovaquie Brabec / Kadanka Horyna / Janousek Mestan L. / Mestan Z |        |

#### Kayak
| Epreuve        | Or                                                    | Points | Argent                                                          | Points | Bronze                                                        | Points |
| K-1            | Siegbert Horn (GDR)                                   |        | Christian Dörin (GDR)                                           |        | Ulrich Peters (FRG)                                           |        |
| K-1 par équipe | Autriche Kurt Preslmayr Norbert Sattler Hans Schlecht |        | Allemagne de l'Est Jürgen Bremer Christian Döring Siegbert Horn |        | Allemagne de l'Ouest Alfred Baum Jürgen Gerlach Ulrich Peters |        |

### Mixte

#### Canoë
| Epreuve | Or                                          | Points | Argent                                       | Points | Bronze                                         | Points |
| C-2     | Tchécoslovaquie Hana Koudelová Jiri Koudela |        | Tchécoslovaquie Jitka Legatová Milan Svoboda |        | Tchécoslovaquie Ludmilla Sirotková Jiri Krejza |        |

## Tableau des médailles
| Rang  | Nation               | Or | Argent | Bronze | Total |
| ----- | -------------------- | -- | ------ | ------ | ----- |
| 1     | Allemagne de l'Est   | 6  | 4      | 2      | 12    |
| 2     | Tchécoslovaquie      | 1  | 2      | 5      | 8     |
| 3     | Allemagne de l'Ouest | 1  | 3      | 2      | 6     |
| 4     | Autriche             | 1  | 0      | 0      | 1     |
| Total | Total                | 9  | 9      | 9      | 27    |